# The Bambiest
ザ・バンビエスト　(the Bambiest) は、日本のコンテンポラリー・ダンスのカンパニー。
2000年、当時ロンドンに留学していた菅沼伊万里が中心となり、日本人留学生（特に日本大学芸術学部出身者）やフリーランスのダンサーで結成された。
結成当初より、ダンスビデオと舞台の二部構成で作品を発表し続けている。時にビデオのみコンペティションに出品される事がある。
また、他の芸術分野とのコラボレーション作品を多く発表しているのも大きな特徴である。ファッションデザイナー、彫刻家、落語家、オペラ歌手、ピアニストらとコラボレーションし、その活動はコンテンポラリー・ダンスの枠を越えて広がり続けている。また、他の分野からアプローチを受ける事もあり、菅沼は宝塚歌劇団の振付師や、Theatre Productsをはじめとしたファッションブランドのショー振付などを担当したこともある。

## 概要
ザ・バンビエストは、2000年イギリス（ロンドン）で結成された。

## 出演作品

### 舞台公演
- ダンスビデオ「ほくろ」（1999年 東京）
- ダンスビデオ「The Mould」（2001年 ロンドン）Londonzok New Art Award 2001入賞作品
- ダンスビデオ「椿」（2002年 ロンドン）
- ダンスビデオ＆パフォーマンス「椿」（2002年 ロンドン、2003年 東京）
- ダンスビデオ＆パフォーマンス「Instead of Me」（2004年 東京）
- ダンスビデオ＆パフォーマンス「Re-Enter an Exit」（2005年 東京）
- ダンスビデオ＆パフォーマンス「Probably Probably」（2006年 東京）
- ダンスビデオ＆パフォーマンス「真夏の夜の舞踏会」（2007年 東京）